# Jaafar bin Ahmad
Jaafar bin Ahmad (* 20. Jahrhundert in Kelantan) ist ein malaysischer Bankier und Manager. 
Er erlangte die Abschlüsse Master of Arts in Wirtschaftswissenschaften (Economics), Master of Business Administration in Finanzwirtschaft und Ph.D. in Wirtschaftswissenschaften. Von 1982 bis 1986 war er beim Internationalen Währungsfonds in Washington, D.C. tätig. Von 1990 bis 1992 hatte er die Position des Exekutivdirektors bei der Bank Bumiputra Malaysia Berhad in Kuala Lumpur inne.
Von 1994 bis 1996 war Bin Ahmad Gouverneur der Bank of Namibia, der namibischen Zentralbank. Zwischen 1999 und 2001 war er Chief Executive Officer der staatlichen Fluggesellschaft Air Namibia. Während seine Arbeit als Zentralbankgouverneur gelobt wurde, gilt er bei Air Namibia als weniger erfolgreich. Er hinterließ einen Millionenverlust und kehrte mit hoher Abfindung in sein Heimatland zurück.
Bin Ahmad ist auch als Unternehmer im Bereich Textilindustrie und Handel sowie als Finanzberater tätig. Er verfasste eine Reihe von Artikeln über geld- und finanzwirtschaftliche Themen. Er hat zwei Töchter und zwei Söhne.